# 세르게이 샤리코프
세르게이 알렉산드로비치 샤리코프(러시아어: Серге́й Алекса́ндрович Ша́риков, 1974년 6월 18일~2015년 6월 6일)는 러시아의 전 펜싱 선수, 지도자로 주 종목은 사브르이다. 선수 시절 올림픽에서 금메달 2개, 은메달 1개, 동메달 1개를 획득했다.

## 사망
2015년 6월 6일 저녁 칼루가주의 타루스키구의 고속도로에서 음주 상태로 전지형차를 몰다가 반대 차선의 차량과 충돌하였고 현장에서 즉사했다.